# Verner Weckman

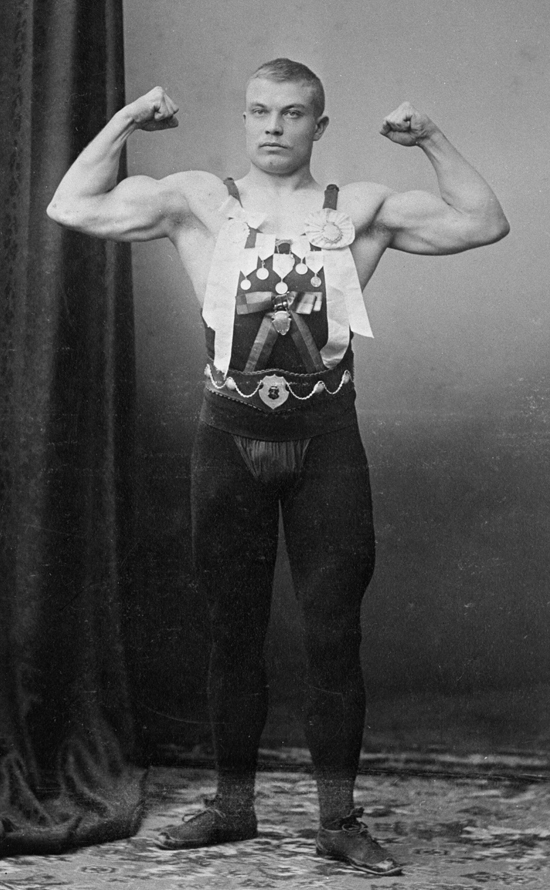
Verner Weckman.

Johan Verner Weckman, född 26 juli 1882 i Lovisa, död 22 februari 1968 i Helsingfors, var en finlandssvensk brottare och industriman.
Weckman reste 1905 till Tyskland och utbildade sig till diplomingenjör (maskiningenjör vid Karlsruhes tekniska högskola). Under studietiden vann han världsmästartiteln i grekisk-romersk brottning (tungvikt) i Duisburg 1905. Han skrev därefter ett brev till ordföranden för Helsingfors atletklubb Axel Liljefors och bad denne att anmäla honom till mellanspelen i Aten 1906. Weckman fick sällskap av tre andra idrottsmän, guldmedaljören i diskuskastning (grekisk stil) Werner Järvinen och mångkamparna Henrik Åhlman (senare Pennola, 1879–1960) och Uno Häggman (senare Uuno Tuomela, 1882–1936), vilka blev de första finländska deltagarna i de moderna olympiska spelen.
Weckman vann överlägset OS-guldet i lätt tungvikt (85 kg) och upprepade sin seger i London 1908 i tung-mellanvikt (93 kg). Han var 1909–1921 teknisk ledare vid asbestgruvor i Uralbergen och blev sistnämnda år teknisk ledare vid Finska Kabelfabriken i Helsingfors, där han 1937 avancerade till verkställande direktör och kvarstod på posten till 1955. Han tilldelades bergsråds titel 1953.